# عمل إنساني (حلقة أنمي)
"عمل إنساني"، والمعروف أيضًا بالعنوان الياباني "أعمال الإنسان" (باليابانية: 人の造りしもの، بالروماجي: Hito no Tsukurishimono)، وهي الحلقة السابعة من مسلسل الأنمي التلفزيوني الياباني نيون جينيسيس إيفانجيليون، والذي أنشأته شركة غايناكس. كتب الحلقة كل من هيدياكي أنو ويوجي اينكوكيدو وأخرجها كييتشي سوجياما. بُثّت الحلقة لأول مرة على تلفزيون طوكيو في 15 من نوفمبر 1995. تضمن أحداث المسلسل بعد مرور خمسة عشر عامًا على كارثة عالمية تسمى التأثير الثاني، حيث تدور أحداثه غالباً في مدينة طوكيو-3 المستقبلية المحصنة. بطل المسلسل هو شينجي إيكاري، وهو صبي مراهق جنده والده غيندو في منظمة نيرف لقيادة ميكا الحيوية الميكانيكية العملاقة وتسمى إيفانجيليون في قتال مع كائنات تسمى الملائكة. في هذه الحلقة، قامت منظمة منافسة لنيرف ببناء جيت ألون، وهو روبوت عملاق نموذجي مع مفاعل نووي على متنه كبديل للإيفانجيليون. خلال الاختبار العام الأول لـ جيت ألون، ولكنه خرج عن السيطرة وسار نحو مدينة قريبة، حيث كان مفاعل جيت على وشك الانهيار. أبقى شينجي الروبوت تحت السيطرة في إيفانجيليون بينما دخلت الرائد ميساتو كاتسراغي من نيرف إلى جيت ألون وأغلقت المفاعل.
تحتوي الحلقة على اقتباسات عديدة من مخرجين يابانيين وغربيين مثل ستانلي كوبريك وكيهاتشي أوكاموتو وكونيهيكو إيكوهارا [الإنجليزية]، وإشارات ثقافية لمفاهيم علمية ودينية، بما في ذلك موت الخلايا المبرمجة وشجرة السيفروت. حقق البثُّ الأول للحلقة نسبة 5.9٪ من حصة الجمهور على التلفزيون الياباني. حيث تلقت حلقة "عمل إنساني" استقبالًا منقسمًا؛ حيث اعتبرها بعض المراجعين على أنها حلقة حشو لقصة المسلسل، بينما قدر آخرون التداعيات السياسية وتطور الشخصية. وُصفت الحلقة بأنها تفكيك لنوع الميكا وقضية جيت ألون باعتبارها محاكاة ساخرة للسمات الأسلوبية لقصص الروبوتات العملاقة.

## الحبكة
يتحدث القائد غيندو إيكاري، رئيس الوكالة الخاصة نيرف، عبر الهاتف مع ريوجي كاجي، الذي يخبر إيكاري أنه أجاب على طلبات المعلومات ببيانات مزورة، ثم يسأله عما إذا كان يجب عليه فعل شيء بشأن "تلك المسألة الأخرى". يصعد إيكاري على متن SSTO ويتحدث مع شخص مجهول يقول إن ميزانية بناء المزيد من ميكا إيفانجيليون قد تمت الموافقة عليها. وفي الوقت نفسه، يشعر طيار إيفانجيليون الشاب شينجي إيكاري بالحرج من سلوك ولي أمره القانوني الرائد ميساتو كاتسوراغي غير المهذب. كما ويطَّلع شينجي على الحقيقة حول الاصطدام الثاني من قبل الدكتورة ريتسكو أكاجي، التي تخبره أن القصة الرسمية حول ضربة نيزك غريبة هي مجرد تستر. في الواقع، كانت الكارثة ناجمة عن الصحوة المفاجئة لملاك في القارة القطبية الجنوبية. يُعتقد أن الهدف النهائي للملائكة هو التسبب في الاصطدام الثالث، ومن المأمول أن يتمكن نيرف من منع هذه النتيجة من خلال قتال الملائكة بالإيفانجيليون. في هذه الأثناء، كانت ميساتو، التي كانت حاضرة في إحاطة شينجي، هادئة بشكل غير معتاد ومنغمسة في التفكير بينما كانت ريتسكو تتحدث.
ميساتو وريتسكو يحضران عرضًا لشركة خاصة لـ جيت ألون، روبوتها العملاق المقاتل للملائكة. أثناء العرض، يخرج الروبوت عن السيطرة ويُصبح مفاعله حرجًا. نظرًا لأن دائرة التحكم اللاسلكية قد انقطعت، حيث قررت ميساتو الإمساك بـ جيت ألون باستخدام ميكا شينجي، إيفا-01، والدخول إلى جيت ألون وحذف برمجته مباشرة باستخدام الكود "Hope". أمسك شينجي بـ جيت ألون وصعدت ميساتو إليه بنجاح. فشلت كلمة المرور في إيقاف المفاعل وحاولت ميساتو دفع قضبان التحكم يدويًا إلى المفاعل. في اللحظة الأخيرة، أعادت القضبان إدخال نفسها. وهنا أدركت ميساتو أن الروبوت لم يكن من المقصود أبدًا أن يذوب وأن الموقف بأكمله كان نتيجة للتخريب. لاحقًا، تحدث ريتسكو وإيكاري في مكتبها؛ وأوضحت أن خطتهم مع جيت ألون سارت دون مشاكل، بخلاف محاولة ميساتو في التدخل، وهنّأها على العمل الجيد الذي قامت به. في صباح اليوم التالي، يشعر شينجي بالانزعاج مرة أخرى بسبب سلوك ميساتو في المنزل، ويبقى في تلك الحالة حتى يقول له أصدقاؤه في المدرسة توجي سوزوهارا وكينسوكي أيدا أن ميساتو أظهرت له جانبًا من شخصيتها لا يراه أي شخص آخر لأنها تعتبره فردًا من عائلتها. يبتسم شينجي بحسرة عند التفكير في ذلك.

## الإنتاج

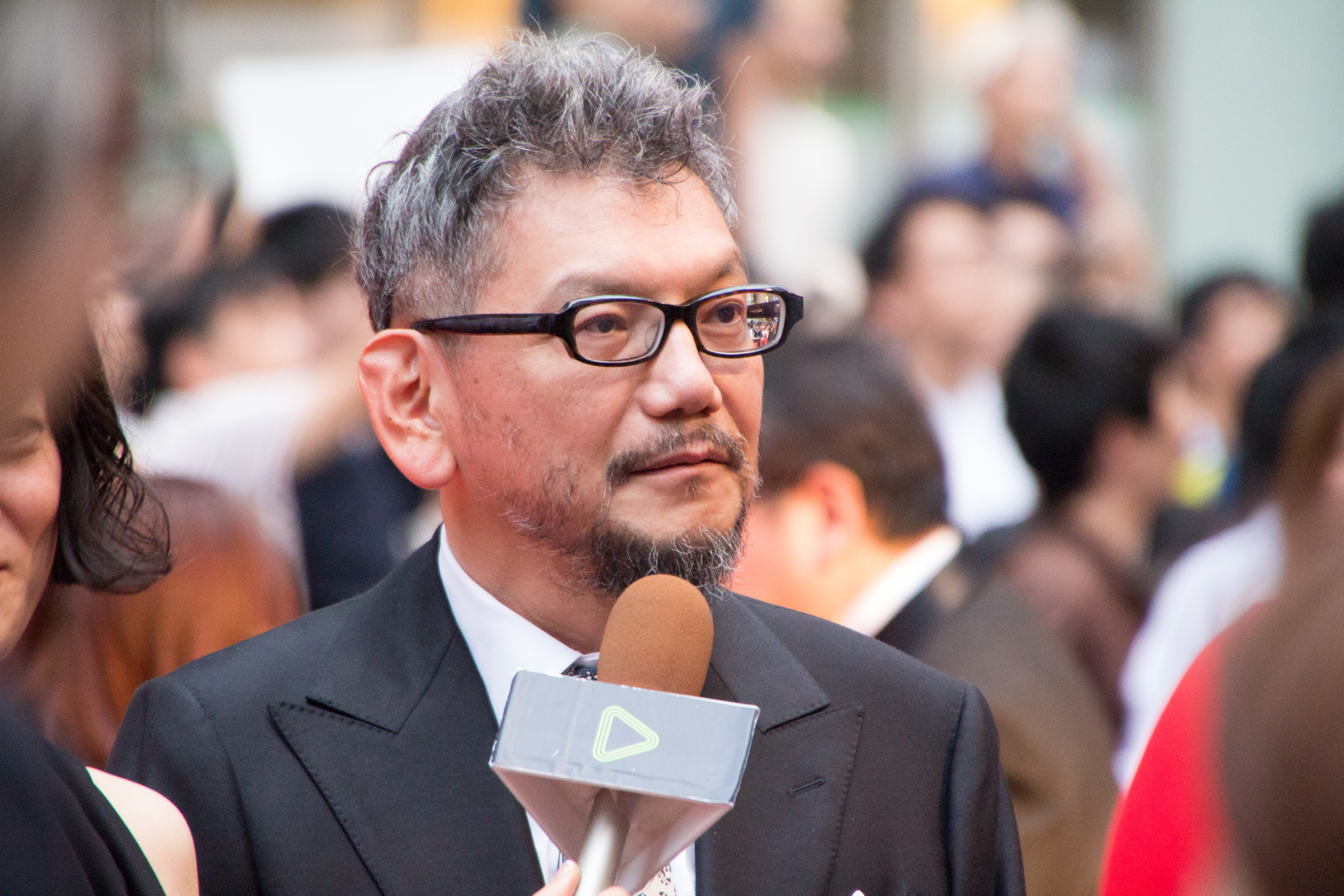
مخرج مسلسل نيون جينيسيس إيفانجيليون هيدياكي أنو

قرر موظفو استوديو غايناكس الحبكة الأساسية لـ "عمل إنساني" في عام 1993، عندما كتبوا وثيقة عرض تقديمي لـ نيون جينيسيس إيفانجيليون باسم موسوعة القرن الجديد (اسم مبدئي) (新世紀エヴァンゲリオン (仮) 企画書 Shinseiki Evangelion (kari) kikakusho)؛ وذلك في وثيقة الاقتراح، التي نُشرت في عام 1994، كُتب عنوانها الياباني بفاصلة، مثل "شيء من صنع الإنسان" (Hito no tsukurishimono 人の、造りしもの، Hito no, tsukurishimono). حيث كتب يوجي اينكوكيدو ومخرج نيون جينيسيس إيفانجيليون هيدياكي أنو نص الحلقة؛ كما عمل المخرج أنو على لوحات القصة، في حين عمل كييتشي سوجياما كمخرج للحلقة، وعمل ماساهيكو أوتسوكا كمساعد مخرج، وشونجي سوزوكي كرسام أنميشن رئيسي، أما ميتسومو ووجي فعمل كمساعد لمصمم الشخصيات.
بالنسبة لملف جيت ألون المرئي في المشهد الأول من حلقة "عمل إنساني"، الذي أنتجه متجر غايناكس، حيث أعاد الموظفون إنشاء المادة الأصلية التي أُنشأت باستخدام جهاز ماكنتوش وتعديلها. تصور الحلقة أيضًا مركبات حقيقية مثل مركبة فضائية SSTO. وفيراري 328. اخْتير النموذج الأولي الأمريكي نورثروب واي بي-49 للقاذفة الثقيلة التي تعمل بالطاقة النفاثة في البداية لصورة طائرة النقل إيفا، لكن الطاقم قرر لاحقًا استخدام الطائرة الأمريكية إكس بي-70 فالكيري. مُثلت إيفا-01 عمدًا أثناء مطاردة جيت ألون في نفس المشهد. في الواقع، كان على إيفا أن تتعثر إلى الأمام، لكن الموظفين أرادوا أن يكون التدفق أكثر سلاسة، مما يخلق مشهدًا تطارد فيه إيفا الميكا الأخرى. لاحظت الكاتبة فيرجيني نيبيا أن ميساتو، التي عادة ما تُصور بطريقة حسية، حيث ترتدي بيجامات طويلة تغطي جسدها بالكامل في "معضلة القنفذ"، وهي الحلقة التي لم يكتبها أنو بشكل أساسي، بينما في "عمل إنساني" مُثلت ميساتو برقبة وسروال قصير؛ تتبعت نيبيا أصل استخدام خدمة المعجبين هذه إلى يد أنو على لوحات القصة. تحتوي الحلقة أيضًا على تكريم لرسام الأنميشن كونيهيكو إيكوهارا [الإنجليزية]، وهو صديق للمخرج أنو، والذي استُخدم اسمه لمجتمع مذكور في المشهد الذي تناقش فيه ميساتو وريتسكو مع شيرو توكيتا [الإنجليزية]، وكيهاتشي أوكاموتو، الذي تناول تقنيات الإخراج المختلفة.
لعب كويتشي ياماديرا وهيرو يوكي وتتسيا إيواناغا وتوموكازو سيكي وميغومي هاياشيبارا، ممثلو أصوات العديد من الشخصيات الرئيسية في المسلسل، وأيضاً شخصيات غير معروفة في حلقة "عمل إنساني"، بما في ذلك المذيعون وزملاء شينجي الذين لم تُذكر أسمائهم. استخدمة نسخة الجاز ذات الأربع إيقاعات من أغنية طير بي إلى القمر [الإنجليزية] التي غنتها المغنية اليابانية يوكو تاكاهاشي كأغنية ختامية.

## المراجع والموضوعات الثقافية

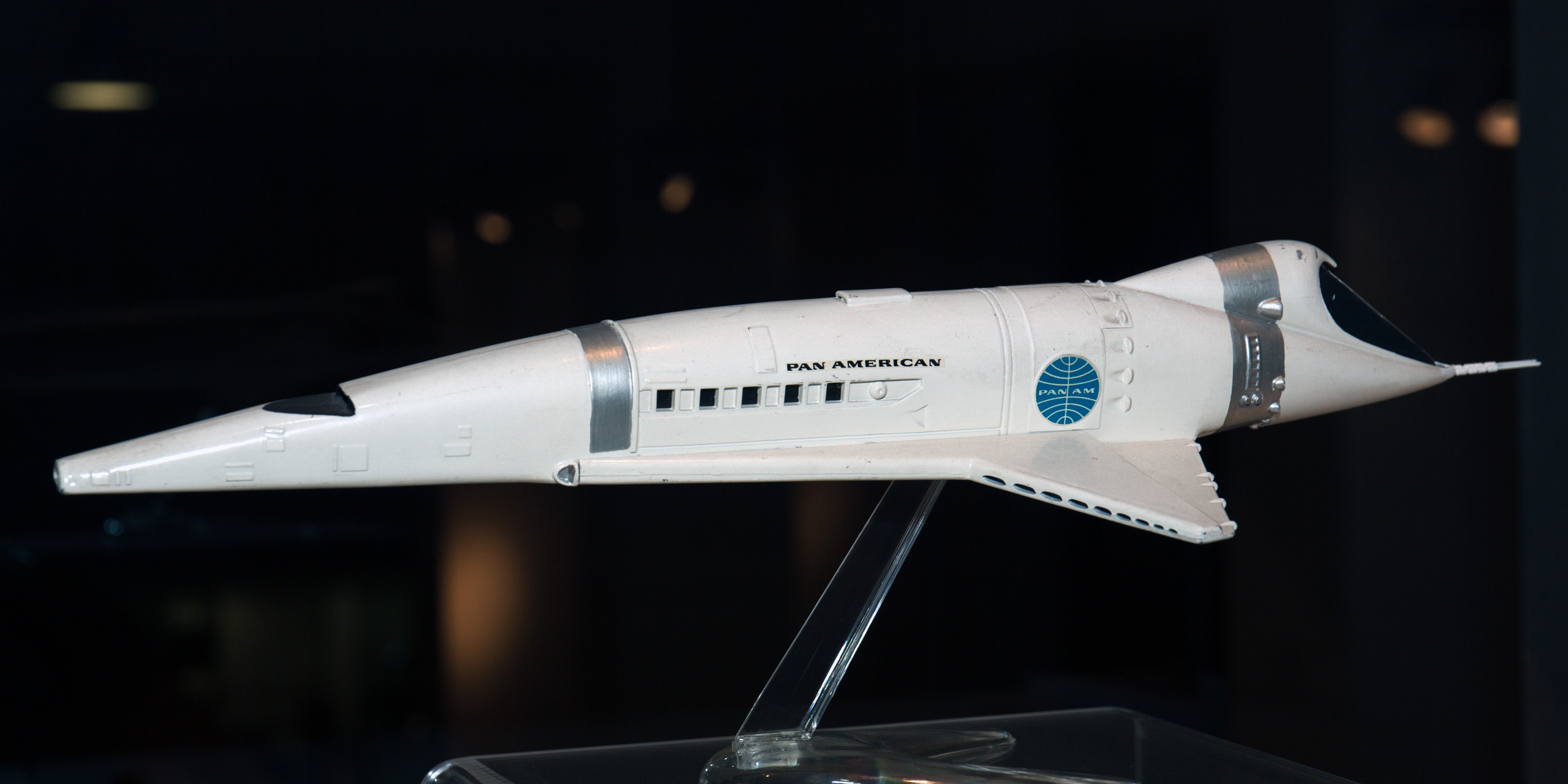
تمت مقارنة SSTO الذي يظهر في أحد مشاهد فيلم "عمل إنساني" بمركبة فضائية ظهرت في فيلم "2001: ملحمة الفضاء".